# Elaine Makatura
Elaine Makatura (New York, 1927) è una designer statunitense.
Ha lavorato per 40 anni a fianco di Saul Bass, che sposa nel 1961. Ha sviluppato insieme a lui molti progetti per registi famosi, quali Martin Scorsese o Danny DeVito. Elaine Makatura è una delle designer che ha contribuito a elevare il cortometraggio e i titoli di testa e coda dei film a una vera e propria forma d'arte.

## Biografia
Nasce come figlia più giovane da una famiglia newyorchese di origini ungheresi abbastanza modesta. Manifesta precocemente inclinazione per l'arte: il suo passatempo preferito è creare storie che disegna, scena per scena, per far divertire gli altri bambini del vicinato. 

### I primi anni: dalla musica alla moda
Grazie al suo talento riesce ad entrare alla New York High School of Music and Art a 12 anni. Elaine canta professionalmente nel gruppo delle Belmont Sisters, formato da lei e dalle sue sorelle. L'agente scelse di modificare il nome della band pensando che Makatura fosse troppo etnico. L'agenda del gruppo è troppo stringente e per questo Elaine è costretta ad abbandonare la scuola.
Il gruppo inizia nel Vaudeville con Elaine, di 12 anni, come solista. Nelle registrazioni effettuate si riconosce una voce ricca e sorprendentemente matura, che ricorda Billie Holiday. L'attività del gruppo si interrompe quando, dopo la seconda guerra mondiale la sorella più grande si sposa. Elaine, che a questo punto ha 18 anni, ricorda di essersi sentita troppo timida per proseguire da sola, nonostante i 6 anni di carriera alle spalle.
Elaine inizia a lavorare nell'industria del Prêt-à-porter come figurinista e stilista e successivamente si trasferisce a Los Angeles, nel 1954.

### Los Angeles e l'incontro con Saul Bass
A Los Angeles Elaine trova lavoro nella divisione design della Capitol Records. In cerca di posto più stimolante viene a sapere che Saul Bass è in cerca di un'assistente. Elaine fa domanda, sebbene a quel tempo il nome di Bass non le dicesse nulla. Il contatto con il designer si rivela immediatamente molto proficuo: 
Saul trova un'intesa creativa e lavorativa non comune con Elaine e le affida responsabilità via via maggiori: nel 1960, ad esempio è lei a dirigere la creazione dei titoli di testa di Spartacus mentre Bass è a una conferenza in Giappone. Nel 1961 Elaine e Saul Bass si sposano. Dalla loro unione nasceranno Jennifer, nel 1964, e Jeffrey, nel 1967.
Dopo la nascita dei bambini Elaine si specializza nella regia cinematografica di cortometraggi e titoli.

### I lavori più importanti
Elaine resterà la partner creativa di Saul Bass per 40, fino alla morte di lui. Con Bass ha sviluppato le sequenze di titoli per diversi registi, come designer. Ha inoltre diretto e prodotto diversi titoli.

#### ComeTitle Designer
- per Martin Scorsese: Quei bravi ragazzi (1990), Cape Fear - Il promontorio della paura (1991), L'età dell'innocenza  (1993), Casino (1995)
- per John Singleton: Higher Learning (1995)
- per Billy Crystal: Mr. sabato sera (1992)
- per Michael Caton-Jones: Doc Hollywood - Dottore in carriera (1991)
- per Danny DeVito: La guerra dei Roses (1989)
- per Penny Marshall: Big (1988)
- per James L. Brooks: Dentro la notizia - Broadcast News (1987)

#### Come regista
- The Searching Eye (1964)
- From Here to There (1965)
- Notes on the Popular Arts (1978)
- The Solar Film (1980)
- Quest (1984)
- Why Man Creates (1968), che vince l'Academy Award per i documentari nel 1969